# نوار شکست‌ناپذیری آندرتیکر در رسلمانیا
آندرتیکر، شخصیت کشتی‌گیر حرفه‌ای یعنی مارک ویلیام کالِوِی طی ۲۳ سال توانست ۲۱ پیروزی پیاپی در رسلمانیا (بزرگ‌ترین رویداد سالانه کمپانی WWE) را کسب کند. آندرتیکر اولین پیروزی خود در رسلمانیا را در رسلمانیا VII مقابل جیمی اسنوکا کسب کرد و تا پیش از رسلمانیا XXX در سال ۲۰۱۴ که به براک لزنر باخت، همه رویدادهای مشابه قبلی را با پیروزی پشت سر گذاشت. این سیر پیروزی‌ها به عنوان «بزرگ ترین نوار پیروزی در ورزش» شناخته شده و با سیر پیروزی‌های فلوید می‌ودر جونیور مقایسه می‌شود. همیشه این بحث وجود داشته که سرانجام چه کسی خواهد توانست آندرتیکر را شکست دهد؛ از قهرمانان سابق مانند استون کُلد استیو آستین، برِت «دِ هیتمن» هارت و کرت انگل تا شیمس و سی‌ام پانک.

## پیش‌زمینه

### رستلمنیا

رسل‌مانیا بزرگ‌ترین رویداد سالانه بزرگترین کمپانی کشتی حرفه‌ای در آمریکا یعنی دبلیودبلیوئی است. رستلمنیا که به عنوان رقیبی برای رویداد موفق جیم کراکت پروموشنز یعنی اِستارکِید ایجاد شد، برای یک میلیون نفر در سطح کشور از طریق تلویزیون مداربسته و پی-پر-ویو پخش شد. موفقیت گسترده رسلمانیا باعث دگرگونی رشته کشتی حرفه‌ای شد و دبلیودبلیوئی را تبدیل به موفق‌ترین کمپانی کشتی حرفه‌ای در سطح جهانی کرد و باعث شد تا دبلیودبلیوئی این رویداد را به سوپر بول در کشتی حرفه‌ای تشبیه کند.

### آندرتیکر

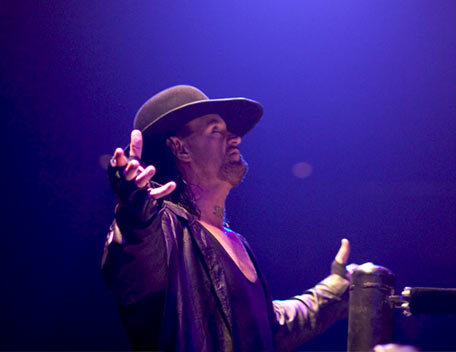
آندرتیکر در حال ورود به رینگ.

آندرتیکر با نام واقعی مارک ویلیام کالِوِی متولد ۲۴ مارچ ۱۹۶۵ شهر هیوستون ایالت تگزاس، یک کشتی‌گیر حرفه‌ای است. او اکنون با دبلیودبلیوئی قرارداد دارد، یعنی همانجاییکه که از سال ۱۹۹۰ در آن فعالیت داشته و نام خود را به عنوان ورزشکاری با طولانی‌ترین دوره ورزشی در کمپانی ثبت کرده‌است. کالوِی دوران کاری خود را با کشتی گرفتن در World Class Championship Wrestling(WCCW) و در سال ۱۹۸۴ آغاز کرد. او بعد از اینکه از سال ۱۹۸۹ تا ۹۰ برای World Championship Wrestling (WCW) با نام «مین» مارک کالوس، در سال ۱۹۹۰ با World Wrestling Federation (WWF, که اکنون WWE نام دارد) قرارداد بست. آندرتیکر در کشتی حرفه‌ای، چهار بار قهرمان کمربند دبلیودبلیواِف/دبلیودبلیوئی، سه بار قهرمان سنگین وزن جهان و یک بار هم برنده مسابقه رویال رامبل در رویداد رویال رامبل سال ۲۰۰۷ شده‌است. او همچنین وقتی ۲۶ سال و ۸ ماه و ۳ روز سن داشت، قهرمان کمربند شد تا چهارمین نفر در فهرست جوانترین قهرمانان تاریخ دبلیودبلیواِف/دبلیودبلیوئی شود.

## نوار پیروزی

### رسلمانیا VII (1–0)
من از اون لحظه‌ای که وینس جونیور بهم گفت قراره با آندرتیکر کشتی بگیری، منتظر این مسابقه بودم برادر. برادر، من عاشق اون مسابقه بودم. من گفتم "چرا که نه؟" یه بچه اومده تو این حرفه که داره عالی کار میکنه. بنظر ساخته شده برای همین کار. بنظرم خوب میومد. برای من لذتبخش بود که برم اونجا و باهاش کار کنم.

— جیمی اسنوکا در سال ۲۰۱۳.
وقتی اسنوکا سعی کرد حرکت شیرجه خود را روی آندرتیکر پیاده کند، آندرتیکر آن را رد کرد و در عوض حرکت تمام‌کننده خودش یعنی سنگِ قبرکوب(Tombstone Piledriver) را به اسنوکا زد و سپس او را با شمارش تا سه(Pin) بُرد و مسابقه به پایان رسید.

### رسلمانیا VIII (2–0)
جیک رابرتز بعد از انجام حرکت تمام‌کننده خود روی آندرتیکر یعنی دی‌دی‌تی، به بیرون رینگ رفت تا به مدیر برنامه آندرتیکر یعنی پُل بِرِر حمله کند. در این لحظه آندرتیکر سراغ رابرتز رفت و حرکت تمام‌کننده خود را به او زد و با کشیدن او به درون رینگ، رابرتز را پین کرد.

### رسلمانیا IX (3–0)
کشتی‌گیر ۷٫۷ فوتی یعنی جاینت گُنزالِز بخاطر اینکه صورت آندرتیکر را با لباس آغشته به کلروفرم پوشاند، با قانون سلب صلاحیت، بازنده اعلام شد.

### رسلمانیا XI (4–0)
در این مسابقه که داور بیسبال یعنی لَری یانگ آن را قضاوت کرد، آندرتیکر یک بادی‌اِسلَم و سپس یک ضربه ساعد در حال پریدن(Flying Clotheline) به کینگ کُنگ باندی زد و او را پین کرد.

### رسلمانیا XII (5–0)
دیزل پیش از ترک دبلیودبلیواِف به مقصد دبلیوسی‌دبلیو به آندرتیکر باخت.

### رسلمانیا ۱۳ (۶–۰)
در این مسابقه که برای قهرمانی کمریند دبلیودبلیواِف بود، برت هارت حواس سایکو سید را پرت کرد و آندرتیکر با استفاده از موقعیت، به سید سنگِ قبرکوب زد و او را پین کرد.

### رسلمانیا XIV (7–0)
کار با آندرتیکر از همون شروع کارم یه فرصت فوق‌العاده بود. فرصتی بود برای ساختن یه آینده کاری عالی برای من. خوشبختانه من تونستم از این فرصت به خوبی استفاده کنم.

— کین در سال ۲۰۱۰.
کین دو بار از سدّ سنگِ قبرکوب آندرتیکر رهایی پیدا کرد ولی سومین بار نتوانست و آندرتیکر حرکت را انجام داد و برادر خود (در استوری) را شکست داد.

### رسلمانیا XV (8–0)
اولین مسابقه در رسلمانیا که به صورت هِل این اِ سِل برگزار شد بین آندرتیکر و د بیگ باس من بود که طی آن آندرتیکر حرکت تمام‌کننده خودش را انجام داد و او را شکست داد و بعد از آن هم گروه د برود، بیگ باس من را درون قفس دار زدند.

### رسلمانیا X-Seven (9–0)
بعد از درگیری و زد و خورد بین آندرتیکر و تریپل اچ در میان تماشاگران، سرانجام آندرتیکر با انجام حرکت آخرین سواری(Last Ride) بر اِچ غلبه کرد.

### رسلمانیا X8 (10–0)
آندرتیکر در یک مسابقه بدون سلب صلاحیت(No Disqualification) باوجود دخالت آرن اندرسن و کمکش به ریک فلِیر، توانست با انجام حرکت سنگِ قبرکوب بر فلِیر غلبه کند.

### رسلمانیا XIX (11–0)
بااینکه ناتان جونز قبل از مسابقه از تگ تیم بودن با آندرتیکر حذف شده بود ولی او به کمک آندرتیکر آمد و با زدن ضرباتی به بیگ شو و اِی-ترِین باعث شد آندرتیکر بتواند به اِی-ترِین، حرکت تمام‌کننده خود را بزند و او را پین کند.

### رسلمانیا XX (12–0)
آندرتیکر که به شخصیت مرد مرده(Deadman) خود بازگشته بود برای دومین بار توانست کین را با انجام حرکت تمام‌کننده خود شکست دهد.

### رسلمانیا ۲۱ (۱۳–۰)
پایان مسابقه لحظه‌ای رقم خورد که رندی اورتن سعی بر انجام سنگِ قبرکوب روی آندرتیکر کرد اما آندرتیکر آن را بدل کرد و در عوض خودش به اورتن سنگِ قبرکوب زد.

### رسلمانیا ۲۲ (۱۴–۰)
آندرتیکر با قرار دادن مارک هنری درون تابوت برنده مسابقه تابوت شد.

### رسلمانیا ۲۳ (۱۵–۰)
وقتی باهم وارد رینگ میشیم بنظرم فوق‌العاده هیجان‌انگیزه. بنظرم همیشه یه هدف مشترک داریم و اون اینه که یه مسابقه جانانه رو برگزار کنیم. برای هیچکدوممون راحت نیست که چهره مثبت(Babyface) باشیم ولی تا وقتی رقابت بینمون باشه و باهم درگیری فیزیکی داشته باشیم و مردم حس کنن پولی که پرداختن، ارزششو داشته پس حتماً جواب میده. مثل یه رویا میمونه که به حقیقت پیوسته. اون با هیکل درشت و ورزشی که داره واقعاً حریف مناسبی برای منه.

— باتیستا در سال ۲۰۰۷.
آندرتیکر با پیروزی در مسابقه رویال رامبل سال ۲۰۰۷, حق انتخاب رقیبش برای رسلمانیا را دریافت کرد. آندرتیکر از بین سه حق انتخاب یعنی قهرمان دبلیودبلیوئی جان سینا، قهرمان ای‌سی‌دبلیو بابی لشلی یا قهرمان سنگین‌وزن جهان باتیستا، باتیستا را انتخاب کرد.
آندرتیکر حرکات مختص خود یعنی چشمان مار(Snake Eyes)، سبک قدیم(Old School) و ضربه ساعد در حال پریدن(Flying Clotheline) را روی باتیستا انجام داد و سپس یک شیرجه خودکشی(Suicide Dive) هم زد ولی بعد از آن باتیستا در تلافی یک پاوراِسلَم در حال دویدن به آندرتیکر زد و او را روی میز گزارشگران انداخت. باتیستا سپس او را به درون رینگ کشاند تا پین کند ولی آندرتیکر خود را از آن رهانید و سپس یک چُک‌اِسلَم و بعدش هم یک آخرین سواری به باتیستا زد اما باز هم نتوانست او را پین کند. باتیستا در ادامه یک حرکت نیزه (اِسپیِر) و بعد هم حرکت تمام‌کننده خودش یعنی باتیستا بام را زد ولی آندرتیکر با رهانیدن خود از آن وضعیت، تماشاگران را شگفت‌زده کرد. باتیستا تلاش کرد یک بار دیگر حرکت پایانی خودش را اجرا کند که اینبار آندرتیکر اجازه نداد و در عوض به باتیستا سنگِ قبرکوب زد و برنده مسابقه و قهرمان کمربند سنگین‌وزن جهان شد.

### رسلمانیا XXIV (16–0)
اگرچه آندرتیکر همیشه با این توصیف وارد رینگ رسلمانیا می‌شد که هرگز نباخته ولی اِج هم هرگز در رسلمانیا نباخته بود. اِج از این مسابقه به این صورت یاد می‌کند: «بزرگترین مسابقه کل دوران کاری من بدون استثنا. مسابقه اصلی رسلمانیا با آندرتیکر، آن هم بر سر کمربند سنگین‌وزن جهان؟ از این بهتر نمی‌شد».
این مسابقه پر بود از انجام حرکات آندرتیکر توسط اِج، حرکاتی مانند سبک قدیم، لگد بزرگ، آخرین سواری و حتی سنگِ قبرکوب؛ علاوه بر این‌ها اِج ضربات مختص خودش را هم زد مانند Impaler DDT و Edge-o-matic باوجود استفاده اِج از یک دوربین فیلمبرداری به عنوان سلاح و دخالت و کمک اعضای گروه لا فَمیلیا و اِج‌هِدز (زک رایدر و کرت هاوکینز) به او، آندرتیکر بعد از اینکه یک ضربه تمام‌کننده اِج یعنی نیزه را دریافت کرد او را در دام دروازه جهنم(Hell's Gate) خود انداخت و برنده مسابقه شد.

### رسلمانیا XXV (17–0)
بعنوان یه طرفدار کشتی، بهتر از این چه انتظاری میشه داشت؟

— جیم راس در رسلمانیا XXV.
شان مایکلز با شکست ولادیمیر کوزلوف در ۲ مارچ ۲۰۰۹، حق به مبارزه طلبیدن آندرتیکر در رسلمانیا XXV را بدست آورد.

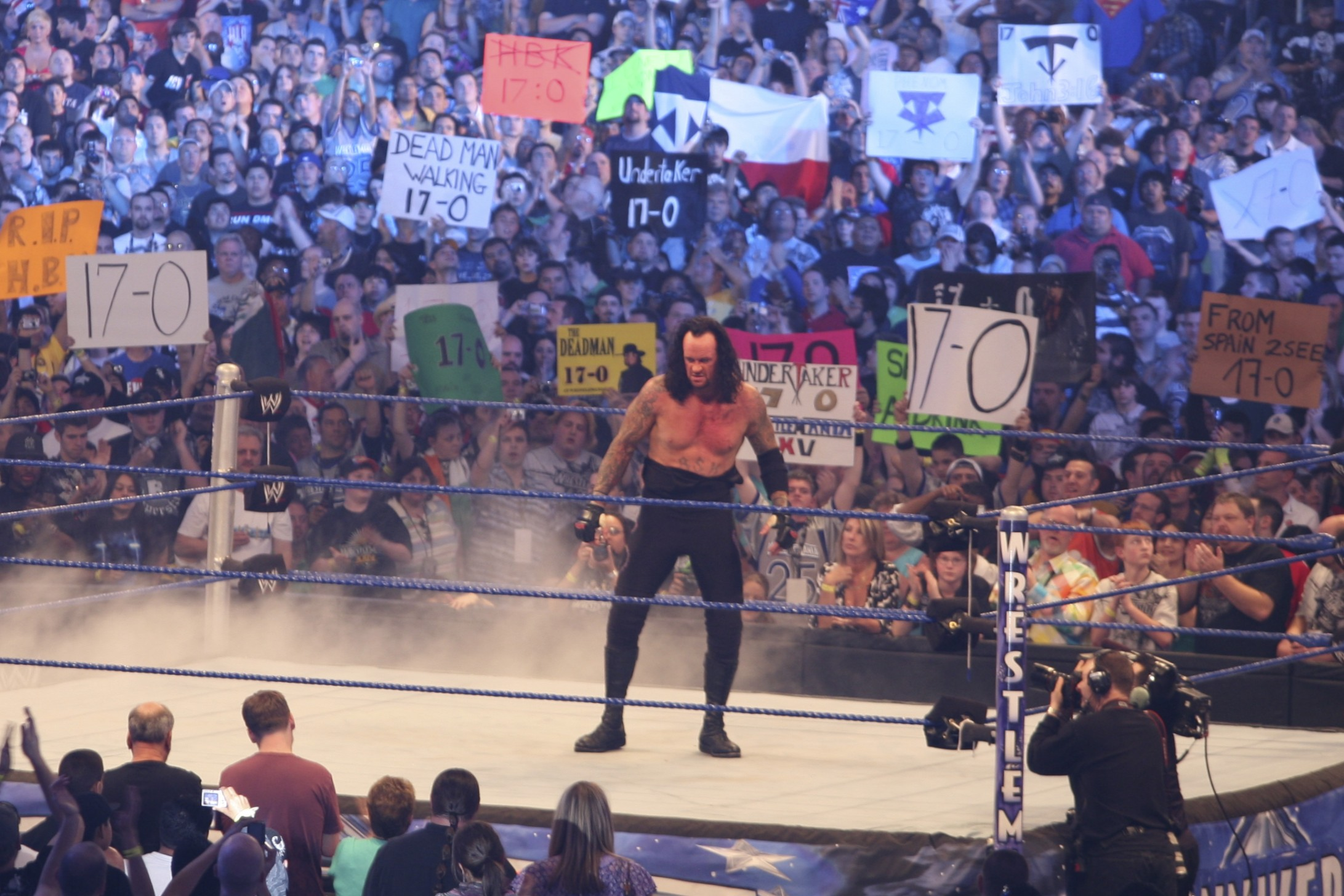
آندرتیکر پس از شکست دادن شان مایکلز در رسلمانیا XXV.

آندرتیکر در مسابقه سعی کرد پرش خودکشی بر روی شان مایکلز انجام دهد که ناگهان مایکلز یکی از فیلمبرداران را جلوی خودش کشید و آندرتیکر که هول شده بود برای نیفتادن روی تصویربردار، روی گردن خود فرود آمد؛ این صحنه "به بار دراماتیک و احساسی مسابقه افزود و آن را بیش از پیش واقعی نشان داد". در پایان مسابقه که "پر از احساس" توصیف شد، آندرتیکر هر چهار حرکت تمام‌کننده خود(سنگِ قبرکوب، آخرین سواری، چُک‌اِسلَم و دروازه جهنم) را انجام داد ولی قصد پایان مسابقه را نداشت؛ "چهره ناراحت و ناامید آندرتیکر با آن چشمان کاملاً باز" بعد از اینکه مایکلز از سنگِ قبرکوب رهایی پیدا کرد "تصویری از اشتیاق و احساس در دید تماشاگران بود". مایکلز به بازی بازگشت و یک Sweet Chin به آندرتیکر زد ولی آندرتیکر تسلیم نشد. کمی بعد، مایکلز سعی کرد یک پرش چرخشی از بالای رینگ(Moonsault) انجام دهد ولی آندرتیکر اجازه نداد و دومین سنگِ قبرکوب را به او زد و او را شکست داد.
این مسابقه به عنوان رقابتی که "گوی سبقت را از مسابقات دیگر ربود"(Show-Stealing) و "مسابقه‌ای کلاسیک" توصیف شد و در نهایت از آن به عنوان "بزرگترین مسابقه تاریخ" یاد شد.

### رسلمانیا XXVI (18–0)
در ابتدا آندرتیکر پیشنهاد شان مایکلز بر انجام مسابقه مجدد را رد کرد و خطاب به او گفت: «تکرار مسابقه سال قبل در رسلمانیا نتیجه‌اش فقط ناامیدی بیشتر برای تو خواهد بود. چیزی نمانده که بخواهم به تو ثابت کنم. جواب من 'نه' است» و مایکلز هم در جواب او گفت: «در رسلمانیا میبینمت. نوار پیروزیهایت، عنوانت قهرمانی‌ات و وجودت مال من خواهد شد». مایکلز در الیمینیشن چمبر ناگهان از زیر رینگ بیرون آمد و با زدن یک سوییت چین میوزیک به آندرتیکر باعث شد تا او کمربندش را به کریس جریکو ببازد. بدین ترتیب آندرتیکر پذیرفت که با مایکلز در رسلمانیا مسابقه مجدد بدهد.
در اواخر مسابقه رسلمانیا، مایکلز به آندرتیکر سوییت چین میوزیک زد و او را روی میز گزارشگران انداخت و سپس از بالای رینگ، با حرکت Moonsault روی آندرتیکر پرید و میز گزارشگران را در هم شکست. در پایان این مسابقه ۲۴ دقیقه‌ای، مایکلز بعد از رهایی از یک سنگِ قبرکوب یک سیلی به آندرتیکر زد و آندرتیکر هم یک سنگِ قبرکوب در حال پریدن به او زد و کار مایکلز را تمام کرد. طبق قرارداد این مسابقه که بر سر پایان دوران کاری شان مایکلز یا پایان یافتن نوار پیروزی آندرتیکر در رسلمانیا بود، مایکلز مجبور به اعلام بازنشستگی شد، لحظه‌ای که از آن به عنوان «پایان یک دوره در کشتی حرفه‌ای» یاد می‌شود.

### رسلمانیا XXVII (19–0)
بعد از درگیری و کشمکش حدود سی دقیقه‌ای بین تریپل اچ و آندرتیکر تحت قانون بدون سلب صلاحیت، و بعد از اینکه هر یک از دو کشتی‌گیر از حرکات تمام‌کننده دیگری جان سالم به در بردند، هانتِر با ضربات متعدد صندلی فولادی، آندرتیکر را تقریباً از پا درآورد ولی سرانجام آندرتیکر با انجام قفل دروازه جهنم تریپل اچ را به دام انداخت؛ اِچ سعی کرد در همان شرایط از پُتک معروف خودش استفاده کند ولی نتوانست و در نهایت تسلیم شد. فینام پس از پیروزی بیهوش شد و با ماشین حمل مصدوم به بیرون از میدان منتقل شد.

### رسلمانیا XXVIII (20–0)
در این مسابقه که درون قفس برگزار شد و داور ویژه آن شان مایکلز بود و از آن به عنوان پایان یک دوره یاد می‌شود، در ابتدا هر دو ورزشکار در درون و بیرون رینگ به کشمکش داشتند و زد و خورد کردند. کمی بعد، تریپل اچ با حرکت فقرات‌شکن(Spine Buster) آندرتیکر را به پلکان پولادی که درون رینگ قرار داشت کوبید ولی لحظه‌ای بعد آندرتیکر قفل دروازه جهنم را بر روی او پیاده کرد اما تریپل اچ با بلند کردن و کوبیدن مجدد آندرتیکر روی پلکان پولادی، خود را از آن وضعیت رهانید. با ۱۶ ضربه پیاپی صندلی توسط تریپل اچ اوضاع برای آندرتیکر بدتر شد. با همه این شرایط آندرتیکر اصرار داشت که مایکلز مسابقه را متوقف نکند. وقتی مایکلز سراغ آندرتیکر رفت تا وضعیت او را چک کند ناگهان تیکر او را در قفل دروازه جهنم خود به دام انداخت و او را بیهوش کرد تا اینکه داور جدید یعنی چارلز رابینسون وارد رینگ شود. در این لحظه آندرتیکر یک چُک‌اِسلَم به اِچ زد ولی در پین کردن موفق به شمارش سه نشد و بعدش خودش یک چُک‌اِسلَم دریافت کرد. مایکلز که به هوش آمده بود به آندرتیکر یک سوییت چین میوزیک زد و به دنبال آن تریپل اچ یک پِدیگری به تیکر زد ولی این فقط باعث یک شمارش تا دو شد نه بیشتر. هر دو نفر باز هم روی یکدیگر حرکات تمام‌کننده خود را پیاده کردند ولی موفق به پین کردن دیگری نشدند؛ بعد از این، آندرتیکر تعداد زیادی ضربه صندلی به تریپل اچ زد ولی باز هم فقط شمارش تا دو. چند لحظه بعد آندرتیکر یک سنگِ قبرکوب به تریپل اچ زد و او را شکست داد. این مسابقه به عنوان یکی از برترین مسابقات درون قفس مورد تحسین قرار گرفت، ضمن اینکه خود تریپل اچ هم از این مسابقه به عنوان یکی از مسابقات بسیار مورد علاقه خودش یاد می‌کند.

### رسلمانیا ۲۹ (۲۱–۰)
طی یک داستان جنجال‌برانگیز، در راو هفته قبل از رسلمانیا ۲۹، مدیر برنامه و استراتژیست سی‌ام پانک یعنی پُل هیمن، خود را شبیه پُل بِرِر کرد که تازه درگذشته بود و حالات او را تقلید کرد ضمن اینکه اطراف هیمن افرادی با لباس کشیش بودند-کاری که تیکر می‌کرد. وقتی آندرتیکر خواست به آن‌ها حمله کند ناگهان پانک که در لباس مبدل یکی از آن کشیش‌ها بود خود را آشکار کرد و به آندرتیکر حمله‌ور شد و در نهایت خاکستر منتسب به برر را که درون گُلدان بود روی آندرتیکر ریخت.
طی مسابقه رسلمانیا که ۲۲ دقیقه به طول انجامید و تماشاگران فریاد «این فوق‌العادست» را سر می‌دادند پانک از بالای رینگ، یک ضربه آرنج پرشیِ ماچو من بر روی آندرتیکر انجام داد که روی میز گزارشگران اسپانیولی افتاده بود. آندرتیکر از این ضربه جان سالم به در برد و بعد از آن پانک با زدن ضربه‌ای با گلدان مخصوص بِرِر، سعی کرد حرکت تمام‌کننده خود یعنی به خواب برو(Go To Sleep) را بزند ولی آندرتیکر اجازه نداد و در عوض آن را تبدیل به سنگِ قبرکوب کرد تا برنده مسابقه شود و نوار پیروزی‌اش ادامه پیدا کند.

### رسلمانیا XXX (21–1)

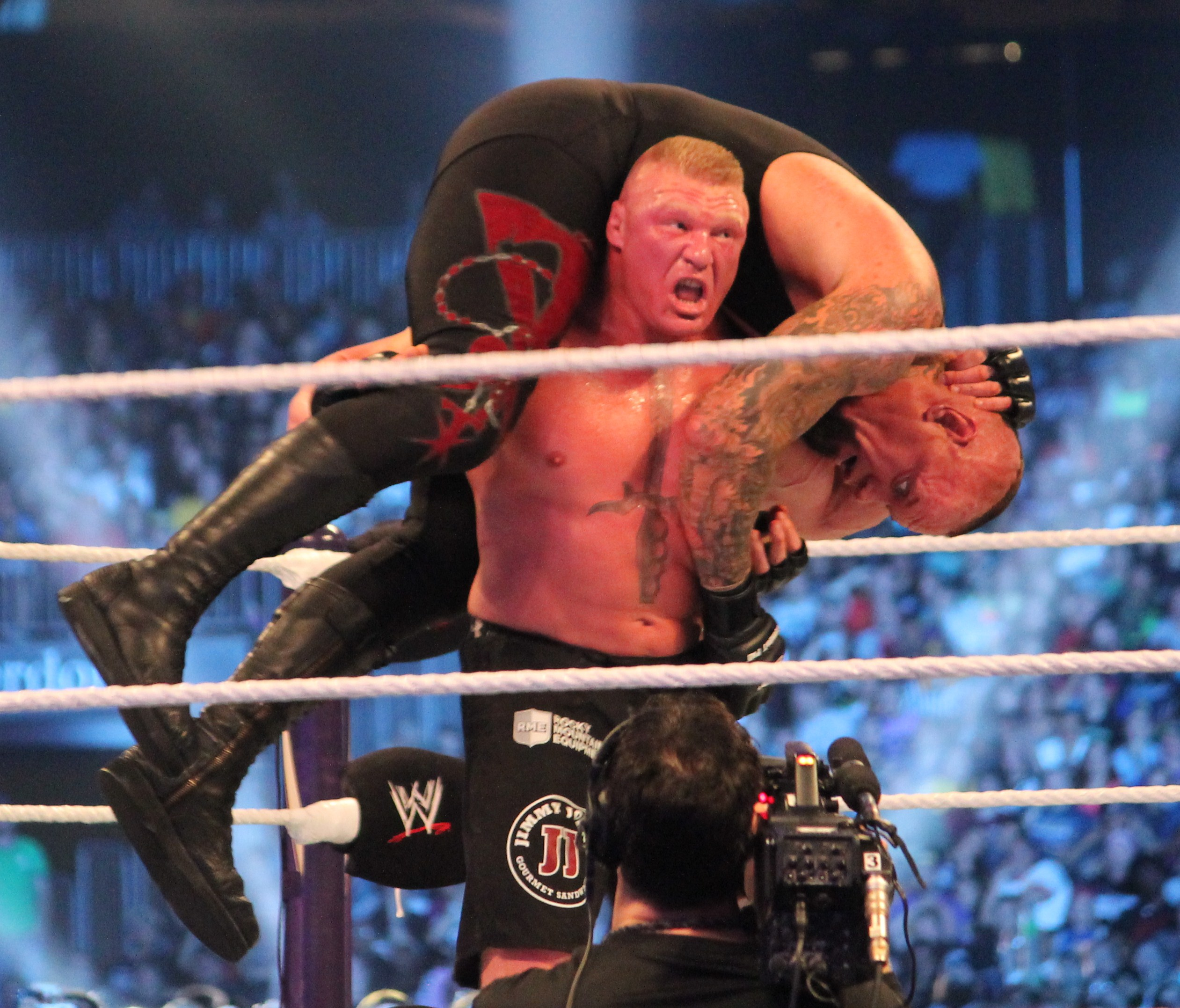
براک لزنر، F5 سوم و پایان آندرتیکر.

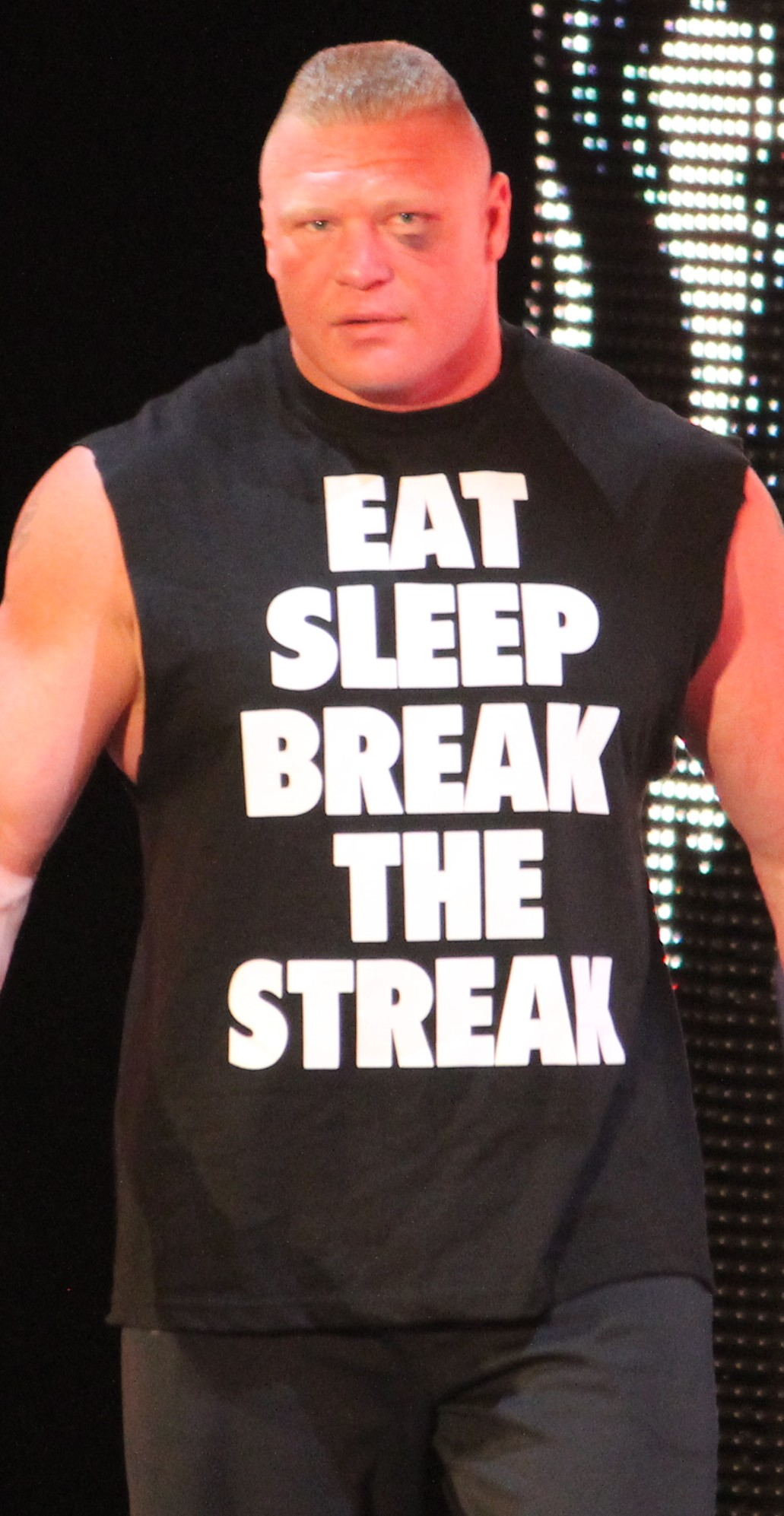
براک لزنر در راو شب بعد از پیروزی مقابل آندرتیکر در رسلمانیا XXX، با پیراهنی که به همین موضوع اشاره دارد: بخور-بخواب-به نوار پیروزی پایان بده.

در ۲۳ اکتبر ۲۰۱۰، براک لزنر در یواف‌سی ۱۲۱ از کِین وِلاسکِز شکست خورد و کمربند قهرمانی سنگین‌وزن خود را از دست داد. بعد از آن براک لزنر با آندرتیکر مواجه شد که به لزنر گفت: "می‌خواهی انجامش دهی؟"

در راو ۲۴ فوریه ۲۰۱۴، آندرتیکر بعد از اینکه ده ماه قبل در راو توسط گروه شیلد بر میز گزارشگران کوبیده شده بود، بار دیگر بازگشت و لزنر را به مسابقه‌ای در رسلمانیا طلبید. وقتی آندرتیکر وارد میدان رسلمانیا سی‌اُم شد همه فکر می‌کردند که باز هم تفوق خواهد یافت، ولی بعد از سه بار F5 خوردن از براک لزنر، سرانجام آندرتیکر تسلیم شد و بدین ترتیب لزنر به نوار شکست‌ناپذیری آندرتیکر در رسلمانیا پایان داد و همه تماشاگران را در سکوت محض فرو برد. 

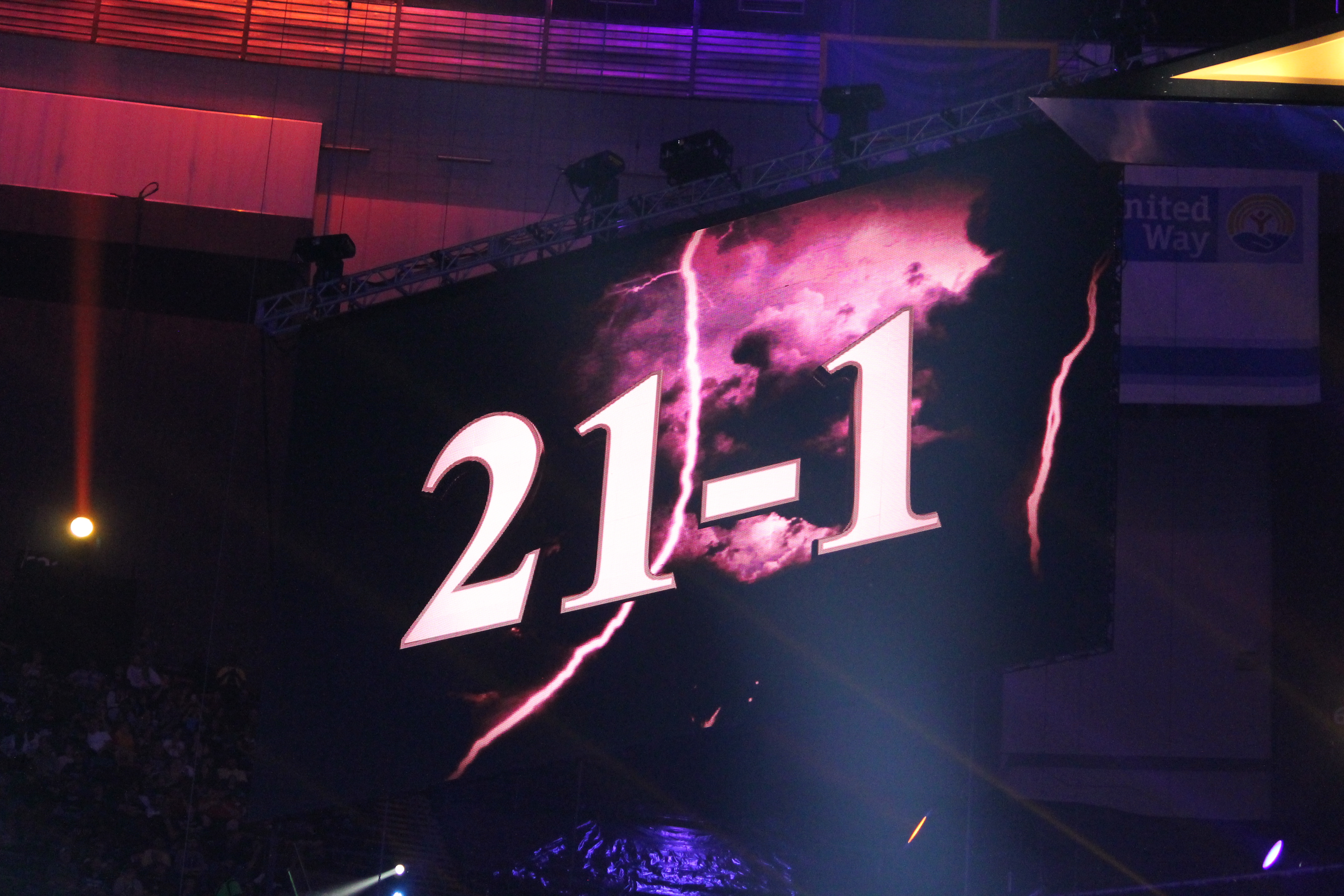
پایان نوار پیروزی‌های آندرتیکر در رسلمانیا با نتیجه ۲۱-۱.

اسپُرتس ایلوسترِیتِد این اتفاق را بعد از "گندزنی مونترال"(سرایور سریز (۲۰۰۷)) شوکه‌کننده‌ترین نتیجه بود. آندرتیکر به‌طور واقعی بعد از مسابقه راهی بیمارستان شد؛ بخاطر آسیب‌های شدیدی که در مسابقه به او وارد شده بود. پُل هیمن از آن به بعد خودش را به این صورت معرفی می‌کند: "خانم‌ها و آقایان، نام من پُل هیمن است و من آن یک فردی هستم که پشت پیروزی آن یک فرد در بیست و یک و یک است".

## آمار مسابقات
| نوار شکست‌ناپذیری آندرتیکر در رسلمانیا | نوار شکست‌ناپذیری آندرتیکر در رسلمانیا | نوار شکست‌ناپذیری آندرتیکر در رسلمانیا | نوار شکست‌ناپذیری آندرتیکر در رسلمانیا              | نوار شکست‌ناپذیری آندرتیکر در رسلمانیا |
| سِیر | تاریخ                                 | مدت زمان مسابقه                       | محل برگزاری                                        |                                       |
| --- | ------------------------------------- | ------------------------------------- | -------------------------------------------------- | ------------------------------------- |
| ۱–۰ جیمی اسنوکا | ۲۴ مارس ۱۹۹۱ رسلمانیا VII             | ۴:۲۰ Pinfall                          | لس آنجلس مموریال اسپورتس ارینا لس آنجلس، کالیفرنیا |                                       |
| ۲–۰ جیک رابرتز | ۵ آوریل ۱۹۹۲ رسلمانیا VIII            | ۶:۳۶ Pinfall                          | هوزیِر دُوم ایندیاناپولیس، ایندیانا                  |                                       |
| ۳–۰ جاینت گونزالز | ۴ آوریل ۱۹۹۳ رسلمانیا IX              | ۷:۳۳ DQ                               | سیزارز پالاس لاس وگاس، نوادا                       |                                       |
| ۴–۰ کینگ کونگ باندی | ۲ آوریل ۱۹۹۵ رسلمانیا XI              | ۶:۳۶ Pinfall                          | هارتفورد سیویک سنتر هارتفورد, کنتیکت               |                                       |
| ۵–۰ دیزل | ۳۱ مارس ۱۹۹۶ رسلمانیا XII             | ۱۶:۴۶ Pinfall                         | اِروهِد پاند آنِهِیم، کالیفرنیا                        |                                       |
| ۶–۰ سایکو سید | ۲۳ مارس ۱۹۹۷ رسلمانیا ۱۳              | ۲۱:۱۹ Pinfall                         | رُزمُنت هُرایزِن رُزمُنت, ایلینوی                        |                                       |
| ۷–۰ کین | ۲۹ مارس ۱۹۹۸ رسلمانیا XIV             | ۱۶:۵۸ Pinfall                         | فلیت سنتر بوستون، ماساچوست                         |                                       |
| ۸–۰ دِ بیگ باس مَن | ۲۸ مارس ۱۹۹۹ رسلمانیا XV              | ۹:۴۶ Pinfall                          | فِرست یوینیِن سنتر فیلادلفیا، پنسیلوانیا             |                                       |
| ۹–۰ تریپل اچ | ۱ آوریل ۲۰۰۱ رسلمانیا X-Seven         | ۱۸:۱۷ Pinfall                         | ریلاینت آسترودُم هیوستون، تگزاس                     |                                       |
| ۱۰–۰ ریک فلِیر | ۱۷ مارس ۲۰۰۲ رسلمانیا X8              | ۱۸:۴۷ Pinfall                         | اسکای‌دُم تورانو، اونتاریو                           |                                       |
| ۱۱–۰ بیگ شو و اِی-ترِین | ۳۰ مارس ۲۰۰۳ رسلمانیا XIX             | ۹:۴۵ Pinfall                          | سیفکو فیلد سیاتل، واشینگتن، واشینگتن               |                                       |
| ۱۲–۰ کین | ۱۴ مارس ۲۰۰۴ رسلمانیا XX              | ۷:۴۵ Pinfall                          | مدیسن اسکوئر گاردن نویورک سیتی، نویورک             |                                       |
| ۱۳–۰ رندی اورتن | ۳ آوریل ۲۰۰۵ رسلمانیا ۲۱              | ۱۴:۱۴ Pinfall                         | استیپلز سنتر لس آنجلس، کالیفرنیا                   |                                       |
| ۱۴–۰ مارک هنری | ۲ آوریل ۲۰۰۶ رسلمانیا ۲۲              | ۹:۲۶ تابوت</s$mall>                   | ال‌استیت ارینا رُزمُنت, ایلینوی                       |                                       |
| ۱۵–۰ باتیستا | ۱ آوریل ۲۰۰۷ رسلمانیا ۲۳              | ۱۵:۴۷ Pinfall                         | فورد فیلد دیترویت، میشیگان                         |                                       |
| ۱۶–۰ اِج | ۳۰ مارس ۲۰۰۸ رسلمانیا XXIV            | ۲۳:۵۰ Submission                      | سیتروس بول اورلاندو، فلوریدا                       |                                       |
| ۱۷–۰ شان مایکلز | ۵ آوریل ۲۰۰۹ رسلمانیا XXV             | ۳۰:۴۱ Pinfall                         | ورزشگاه رلاینت هیوستون، تگزاس                      |                                       |
| ۱۸–۰ شان مایکلز | ۲۸ مارس ۲۰۱۰ رسلمانیا XXVI            | ۲۳:۵۹ Pinfall                         | ورزشگاه دانشگاه فینکس گلندیل، آریزونا              |                                       |
| ۱۹–۰ تریپل اچ | ۳ آوریل ۲۰۱۱ رسلمانیا XXVII           | ۲۹:۲۲ Submission                      | جورجیا دُوم آتلانتا، جورجیا                         |                                       |
| ۲۰–۰ تریپل اچ | ۱ آوریل ۲۰۱۲ رسلمانیا XXVIII          | ۳۰:۵۰ Pinfall                         | ورزشگاه سان لایف میامی گادرنز، فلوریدا             |                                       |
| ۲۱–۰ سی‌ام پانک | ۷ آوریل ۲۰۱۳ رسلمانیا ۲۹              | ۲۲:۰۷ Pinfall                         | ورزشگاه مت‌لایف رادرفورد شرقی، نوجرزی               |                                       |
| ۲۱–۱ براک لزنر | ۶ آوریل ۲۰۱۴ رسلمانیا XXX             | ۲۵:۱۰ Pinfall                         | مرسدس-بنز سوپردُوم نوآرلِنز، لوییزیانا               |                                       |
| 22-1 بری وایت | 2015                                  |                                       |                                                    |                                       |
| 23-1 شین مک ماهان | 2016                                  |                                       |                                                    |                                       |
| 23-2 رومن رینز | 2017                                  |                                       |                                                    |                                       |
| 24-2 آندرتیکر به صورت ناگهانی و کوتاه برنده شد با شکست جان سینا | 2018                                  |                                       |                                                    |                                       |
| آندرتیکر vs ای جی استالیز مسابقه از نوع بونیارد مچدر یک مسابقه دیدنی و متفاوت و کمی ترسناک آندرتیکر با شخصیت امریکن بد اس و موتور سوار در مسابقه ای که بهش تخصص داره حاضر شده و به جدال با ای جی استایلز پرداخته و با وجود دخالت های لوک گلوس و کارل اندرسون و همچنین افراد زیادی دیگر که بر علیه آندرتیکر اقدام کردند ، اسطوره دنیای کشتی کج موفق شد ای جی رو شکست بده و اونو دفن کنه و برنده رسمی مسابقه بشه ، با اینکه ای جی چند بار تا مرز پیروزی پیش رفت ؛ تا بدین ترتیب رکورد مسابقات آندرتیکر در رسلمنیا 25 برد و فقط 2 باخت بشه! | 2020                                  |                                       |                                                    |                                       |